# ويليام روبرت برنس
ويليام روبرت برنس (بالإنجليزية: William Robert Prince)‏ هو  وشخصية أعمال أمريكي، ولد في 6 نوفمبر 1795، وتوفي في 28 مارس 1869.